# Doe Boy (рэпер)
Исам Мостафа (род. 25 марта 1994, Кливленд, Огайо, США), больше известен как До́у Бой (Doe Boy) — американский рэпер. Наиболее известен своей песней «100 Shooters» совместно с Фьючером.

## Ранняя жизнь
Мостафа родился 25 марта 1994 в Кливленде.

## Карьера
Мостафа приобрёл популярность после того, как выпустил трек «Mini Vans» в октябре 2018 года. Однако он не получил широкой известности, пока не выпустил свой сингл «Walk Down» в апреле 2019 года, который стал вирусным после видео звезды баскетбола Леброна Джеймса, где он читал рэп под песню. Это помогло Мостафе создать ремикс на трек при участии YG.[проверить перевод]
В июле 2019 года Мостафа выпустил сингл «100 Shooters» совместно с Фьючером при участии Meek Mill. Мостафа вместе с 21 Savage также участвовал на песне Янг Тага «I’m Scared» с альбома So Much Fun.
В мае 2020 года Мостафа выпустил сингл «Split It» совместно с Moneybagg Yo.

## Проблемы с законом
В 2013 году Мостафа был арестован и обвинён в ограблении при отягчающих обстоятельствах. Он отсидел более двух лет в тюрьме, прежде чем был освобождён.

## Дискография

### Микстейпы
| Название                                              | Детали                                                                                               |
| ----------------------------------------------------- | --- |
| Boyz N Da Hood (совместно с Lex Luger)                | - Выпущен: 19 февраля 2012 - Вне лейбла - Формат: Цифровая загрузка                                  |
| Boyz N Da Hood 2 (совместно с Lex Luger и Young Chop) | - Выпущен: 5 ноября 2012 - Лейблы: RBMG, Freebandz - Форматы: Цифровая загрузка, стриминг            |
| In Freebandz We Trust                                 | - Выпущен: 24 июня 2013 - Лейблы: RBMG, Freebandz - Форматы: Цифровая загрузка, стриминг             |
| Streetz Need Me                                       | - Выпущен: 12 декабря 2016 - Лейблы: RBMG, Freebandz - Форматы: Цифровая загрузка, стриминг          |
| Codeine Confessions                                   | - Выпущен: 14 апреля 2017 - Лейблы: RBMG, Freebandz - Форматы: Цифровая загрузка, стриминг           |
| In Freebandz We Trust                                 | - Выпущен: 9 октября 2017 - Лейблы: RBMG, Freebandz - Форматы: Цифровая загрузка, стриминг           |
| No Worries                                            | - Выпущен: 24 января 2018 - Лейблы: RBMG, Freebandz - Форматы: Цифровая загрузка, стриминг           |
| 88 Birdz (совместно с TM88)                           | - Выпущен: 22 августа 2018 - Лейблы: RBMG, Freebandz - Форматы: Цифровая загрузка, стриминг          |
| The Bandprint                                         | - Выпущен: 15 октября 2018 - Лейблы: RBMG, Freebandz - Форматы: Цифровая загрузка, стриминг          |
| Streetz Need Me 2                                     | - Выпущен: 20 декабря 2019 - Лейблы: Epic, Freebandz - Форматы: Цифровая загрузка, стриминг          |
| 56 Birdz (совместно DJ Esco)                          | - Выпущен: 13 марта 2020 - Лейблы: Epic, Freebandz - Форматы: Цифровая загрузка, стриминг            |
| Demons R Us (совместно с Southside)                   | - Выпущен: 6 ноября 2020 - Лейблы: Epic, Freebandz, 808 Mafia - Форматы: Цифровая загрузка, стриминг |

### Мини-альбомы
| Название | Детали                                                                                      |
| -------- | ------------------------------------------------------------------------------------------- |
| 4 Piece  | - Выпущен: 28 августа 2019 - Лейблы: RBMG, Freebandz - Форматы: Цифровая загрузка, стриминг |

### Синглы

#### Как главный исполнитель
| Название                                                    | Год  | Высшая позиция в чарте | Высшая позиция в чарте | Альбом            |
| Название                                                    | Год  | US Bub.                | US R&B/HH              | Альбом            |
| ----------------------------------------------------------- | ---- | ---------------------- | ---------------------- | ----------------- |
| «Back in My Bag» (совместно с Фьючером)                     | 2018 | —                      | —                      | 88 Birdz          |
| «Slimey As It Get» (при участии Янг Тага)                   | 2018 | —                      | —                      | 88 Birdz          |
| «Mini Vans»                                                 | 2018 | —                      | —                      | The Bandprint     |
| «2X»                                                        | 2018 | —                      | —                      | The Bandprint     |
| «Walk Down» (сольно или ремикс при участии YG)              | 2019 | —                      | —                      | Streetz Need Me 2 |
| «Cash App» (при участии Key Glock)                          | 2019 | —                      | —                      | Non-album single  |
| «100 Shooters» (совместно с Фьючером при участии Meek Mill) | 2019 | 1                      | 39                     | High Off Life     |
| «Primetime» (совместно с DJ Esco)                           | 2020 | —                      | —                      | 56 Birdz          |
| «Split It» (совместно с Moneybagg Yo)                       | 2020 | —                      | —                      | TBA               |

#### Как гостевой исполнитель
| Название                                                               | Год  | Альбом   |
| ---------------------------------------------------------------------- | ---- | -------- |
| «Nothin To Me» (Hardo, Peewee Longway и Tay Keith при участии Doe Boy) | 2020 | Days Inn |

### Другие песни в чартах
| Название                                               | Год  | Высшая позиция в чарте | Высшая позиция в чарте | Альбом      |
| Название                                               | Год  | US Bub.                | US R&B/HH Bub.         | Альбом      |
| ------------------------------------------------------ | ---- | ---------------------- | ---------------------- | ----------- |
| «I’m Scared» (Янг Таг при участии 21 Savage и Doe Boy) | 2019 | 21                     | 5                      | So Much Fun |